# Receptor metabotrópico de glutamato 5
O receptor metabotrópico de glutamato 5 é uma proteína que em seres humanos é codificada pelo gene GRM5. Os receptores metabotrópicos de glutamato são uma família de receptores acoplados à proteína G.

## Antagonistas
- Mavoglurant
- Remeglurant
- LY-344,545